# Funaria mathwesii
Funaria mathwesii là một loài Rêu trong họ Funariaceae. Loài này được (Hook. f.) Broth. mô tả khoa học đầu tiên năm 1903.